# Téteghem-Coudekerque-Village
Téteghem-Coudekerque-Village is een gemeente in het Franse Noorderdepartement (Frans: département du Nord). De gemeente ontstond op 1 januari 2016 door een fusie van de gemeenten Tetegem (Téteghem) en Koudekerke-Dorp (Coudekerque-Village). Téteghem-Coudekerque-Village telde op 1 januari 2022 8.272 inwoners.

## Geografie
De oppervlakte van Téteghem-Coudekerque-Village bedroeg op 1 januari 2022 30,44 vierkante kilometer; de bevolkingsdichtheid was toen 271,7 inwoners per km².

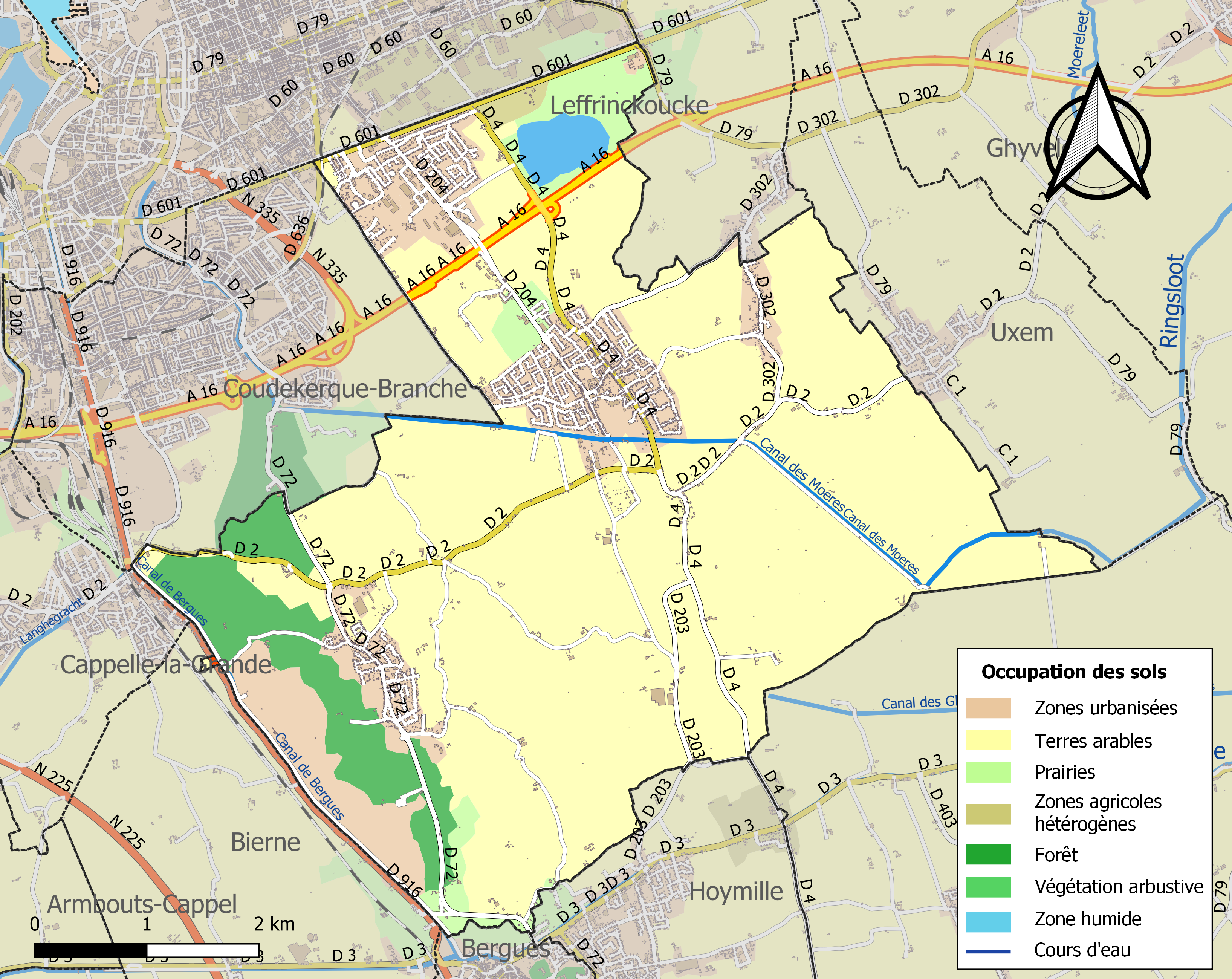
Kaart van de gemeente met belangrijkste infrastructuur, bodemgebruik en omliggende gemeenten

Armboutskappel · Bieren · Kapelle · Nieuw-Koudekerke · Sint-Winoksbergen · Spijker · Stene · Téteghem-Coudekerque-Village · Uksem
Armboutskappel · Arneke · Bambeke · Bavinkhove · Belle · Berten · Bieren · Bissezele · Blaringem · Boeschepe · Boezegem · Bollezele · Borre · Bray-Dunes · Broekburg · Broekkerke · Broksele · Buisscheure · Drinkam · Duinkerke · Ebblingem · Eke · Ekelsbeke · Eringem · Gijvelde · Godewaarsvelde · La Gorgue · Grand-Fort-Philippe · Grevelingen · Groot-Sinten · Hardefoort · Haverskerke · Hazebroek · Herzele · Holke · Hondegem · Hondschote · Hooimille · Houtkerke · Kaaster · Kapelle · Kapellebroek · Kassel · Killem · Kraaiwijk · Krochte · Kwaadieper · Lederzele · Ledringem · Leffrinkhoeke · Linde · Loberge · Loon · Meregem · Merkegem · Merris · Meteren · Millam · Moerbeke · Niepkerke · Nieuw-Berkijn · Nieuw-Koudekerke · Nieuwerleet · Noordpene · Ochtezele · Okselare · Oostkappel · Oud-Berkijn · Oudezele · Pitgam · Pradeels · Rekspoede · Rubroek · Ruisscheure · Sint-Janskappel · Sint-Joris · Sint-Mariakappel · Sint-Momelijn · Sint-Pietersbroek · Sint-Silvesterkappel · Sint-Winoksbergen · Soks · Spijker · Stapel · Steenbeke · Steenvoorde · Steenwerk · Stegers · Stene · Strazele · Terdegem · Téteghem-Coudekerque-Village · Tienen · Uksem · Vleteren · Volkerinkhove · Waalskappel · Warrem · Waten · Wemaarskappel · Westkappel · Wilder · Winnezele · Wormhout · Wulverdinge · Zegerskappel · Zerkel · Zermezele · Zoeterstee · Zuidkote · Zuidpene